# Mahiedine Mekhissi-Benabbad
Mahiedine Mekhissi-Benabbad (ur. 15 marca 1985 w Reims) – francuski biegacz długodystansowy algierskiego pochodzenia, dwukrotny wicemistrz olimpijski, brązowy medalista mistrzostw świata.
18 sierpnia 2008 został na Igrzyskach w Pekinie wicemistrzem olimpijskim w biegu na 3000 m z przeszkodami z czasem 8.10,49 min. Na Mistrzostwach Świata w Teagu zdobył brązowy medal. Zdobył złoto i tytuł mistrza Europy w 2010 roku. Dwa lata później obronił tytuł mistrza Europy. Srebrny medalista igrzysk olimpijskich z Londynu.
Na Mistrzostwach Europy 2014 w Zurychu w biegu 3000 m z przeszkodami minął linię mety jako pierwszy, lecz chwilę przed końcem biegu, zawodnik zdjął koszulkę, co uznano za złamanie dwóch artykułów regulaminu Mistrzostw Europy – 143.1 mówi o tym, że zawodnicy muszą startować w stroju (od startu do mety) i 143.7 – obowiązek noszenia dwóch numerów startowych. Został zdyskwalifikowany.

## Sukcesy
| Rok  | Zawody                                  | Miejsce        | Pozycja | Wynik        |
| ---- | --------------------------------------- | -------------- | ------- | ------------ |
| 2008 | Igrzyska Olimpijskie                    | Pekin          | 2.      | 8:10,49 min  |
| 2008 | DécaNation                              | Paryż          | 1.      | 8:53,71 min  |
| 2010 | Mistrzostwa Europy                      | Barcelona      | 1.      | 8:07,87 min  |
| 2010 | Puchar Interkontynentalny               | Split          | 3.      | 8:09,96 min  |
| 2010 | DécaNation                              | Annecy         | 1.      | 8:27,27 min  |
| 2011 | Mistrzostwa Świata                      | Daegu          | 3.      | 8:16,09 min  |
| 2012 | Mistrzostwa Europy                      | Helsinki       | 1.      | 8:33,29 min  |
| 2012 | Igrzyska Olimpijskie                    | Londyn         | 2.      | 8:19,08 min  |
| 2013 | Mistrzostwa Świata                      | Moskwa         | 3.      | 8:07,86 min  |
| 2014 | Mistrzostwa Europy                      | Zurych         | 1.      | 3:45,60 min  |
| 2016 | Mistrzostwa Europy                      | Amsterdam      | 1.      | 8:25,63 min  |
| 2016 | Igrzyska Olimpijskie                    | Rio de Janeiro | 3.      | 8:11,92 min. |
| 2017 | Superliga drużynowych mistrzostw Europy | Lille          | 1.      | 8:26,71 min  |
| 2017 | DécaNation                              | Angers         | 1.      | 5:22,85 min  |
| 2018 | Mistrzostwa Europy                      | Berlin         | 1.      | 8:31,66 min  |

## Rekordy życiowe
- bieg na 2000 metrów z przeszkodami – 5:10,68 (2010) rekord świata
- bieg na 3000 metrów z przeszkodami – 8:00,09 (2013) rekord Europy
- bieg na 1500 metrów – 3:33,12 (2013)
- bieg na 1500 metrów (hala) – 3:36,95 (2013)